# Neukirchen am Walde
Neukirchen am Walde település Ausztriában, Felső-Ausztria tartományban, a Grieskircheni járásban, területe 15,8 km².

## Fekvése
Tengerszint feletti magassága 555 méter. Neukirchen am Walde Sankt Aegidi, Waldkirchen am Wesen, Eschenau im Hausruckkreis, Peuerbach és Natternbach településekkel határos.

## Népesség
Lakosainak száma 1633 fő (2018. január 1.).